# Tabarka
Tabarka (en árabe طبرقة Ṭabarqah) es una ciudad de Túnez bajo el gobierno de Jendouba, donde forma la única delegación de la costa, a unos 58 km al norte de Jendouba, y a 17 km de la frontera argelina. El municipio tiene 15 354 habitantes y está al frente de una delegación con 45 540 habitantes.
La zona corresponde a las montañas de Khumayr (Khroumirie en francés). La ciudad es un puerto pesquero (donde pueden atracar grandes barcos) destacado en la pesca de la langosta y otros crustáceos, y corales (usados en joyería). Además hay un puerto deportivo o recreativo. La ciudad ha recibido un fuerte impulso turístico y se sirve del Aeropuerto Internacional de Tabarka (Tabarka 7 de noviembre). La vía de ferrocarril llega hasta la ciudad, pero está destinada solamente a mercancías. 
El turismo con una docena de hoteles, la pesca, la agricultura y la ganadería, y algunas industrias (una parte de ellas relacionadas con el papel) forman su base económica; la delegación tiene 27 000 hectáreas de bosques, que es casi dos tercios del total.
La ciudad es conocida por el islote de Tabarka (40 hectáreas), a unos 400 metros de la costa y unido a esta por una calzada, reconvertida en playa y puerto pesquero. 

## Historia

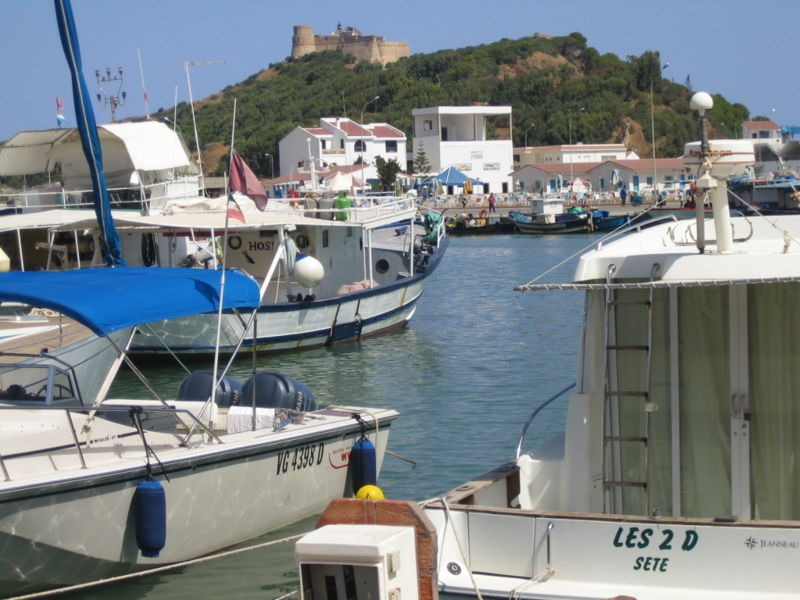
Puerto de Tabarka.

La región fue poblada por los bereberes (númidas). También se han encontrado inscripciones púnicas en algunas gorgas, destacando la de Keff Blida. Fue la antigua Thabraca de los romanos, vándalos y bizantinos. En época romana, durante el siglo II, se embarcaba el mármol rojo y amarillo de Simitthu (Chemtou) a la que estaba unida por una vía construida por orden de Adriano. Las modernas excavaciones han descubierto necrópolis cristianas, con algunos sarcófagos con mosaicos (los más destacados están hoy en día en el Museo del Bardo). También se han encontrado cisternas antiguas, una de ellas llamada basílica ya que parece ser que sirvió de iglesia modernamente (actual sede del festival de Tabarka).
En el siglo X la nombra Ibn Hawqal (fallecido en 977); en el siglo XII se la llamó Puerto de los Andaluces. En el siglo XV había en el puerto galeras para hacer el corso contra barcos cristianos y ya se nombró el coral (Ibn Abd al-Mumin, fallecido en 1495). 
En el islote se edificó un fuerte genovés construido por los Lomellini (genoveses al servicio de la Monarquía Hispánica) a partir de 1540 por petición de Carlos I de España. Durante su dominio, los genoveses se dedicaron a la pesca del coral y convirtieron la isla en un emporio comercial que sirvió también de lugar de intercambio de cautivos cristianos a cambio de rescate. Juanetín Doria, sobrino del almirante genovés Andrea Doria, capturó el corsario Dragut, y el monopolio del comercio en Tabarka fue el rescate cobrado por su liberación. Las compañías francesas que desde 1561 hacían el comercio en el emporio de La Calle en Argelia hacían envidiar este lugar, por lo que el gobernador del Bastion de France de Annaba, Sanson Napollon, intentó ocupar Tabarka, faltándole éxito y muriendo en la batalla.

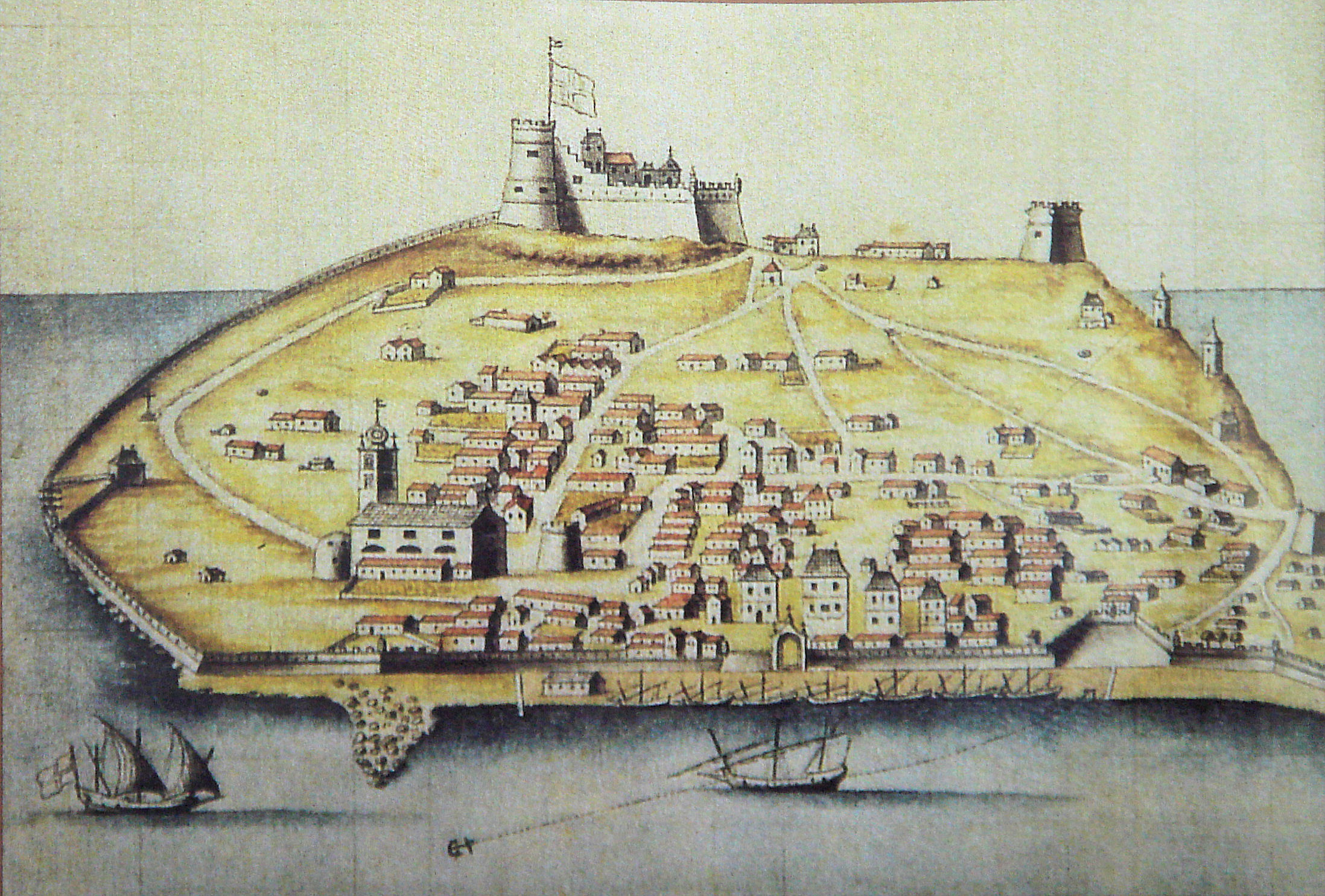
La isla de Tabarka en el.

En el siglo XVII el islote, como centro de la explotación del coral, era famoso en todas partes; los Lomellini tenían el monopolio comercial a través de la Compañía de África y fijaban los precios de los productos locales que podía exportar sin pagar derechos al bey (tratado de 1676); presionados por diversas potencias, los Lomellini accedieron a vender sus derechos o ceder la isla al bey; este la ocupó repentinamente en junio de 1741 e hizo prisioneros a los habitantes reduciéndolos a esclavos.  Casi un tercio murieron durante los tres primeros años de esclavitud en África.  Fueron liberados dado el interés de algunos nobles europeos, del Papado, de Carlo Emanuele III y de Carlos III. Algunos de los esclavos liberados fueron a Carloforte mientras otros, tras varias vicisitudes, dieron origen a otras dos comunidades: Calasetta en la isla de Sant'Antioco en Cerdeña y Nueva Tabarca, en las costas de Alicante. Otros emigraron a Túnez; dos mujeres de la isla, Sofia Bosso y Salvatora Paona, establecidas en Túnez y convertidas al islam, fueron mujeres de dos beys, la primera de Sidi Muhámmad y la segunda de Sidi Mustafá (1835-1837). Un intento de recuperar la isla por el oficial de marina francés Saurins en 1742, fracasó.
En el siglo XVI el río Oued El Kebir se podía remontar hasta las puertas de la villa, cosa que todavía confirma un agente francés en 1725. Posteriormente el curso del río se redujo y dejó de ser navegable. Masalik (ed. Van Leuwen-Ferré, publicado en Túnez en 1992), dice que en los alrededores de la ciudad murió la reina Kahina, en un lugar llamado Bir al-Kahina (Pozo de la Kahina), pero M. Talbi (L'épopée de la Kahina, 1971) lo pone en duda. El fuerte genovés es actualmente un cuartelillo militar y hay un faro.